# Rita Schönenberger
Rita Schönenberger (geb. Heggli; * 3. Dezember 1962) ist eine ehemalige Schweizer Hürdenläuferin und Weitspringerin.
1987 wurde sie über 60 Meter Hürden Vierte bei den Leichtathletik-Hallenweltmeisterschaften in Indianapolis und erreichte bei den Weltmeisterschaften in Rom über 100 Meter Hürden den Halbfinal. Bei den Olympischen Spielen 1988 in Seoul schied sie über 100 Meter Hürden im Viertelfinal aus.
Bei den Europameisterschaften 1994 in Helsinki scheiterte sie im Weitsprung in der Qualifikation.
Sechsmal wurde sie Schweizer Meisterin über 100 Meter Hürden (1984–1989) und vierzehnmal im Weitsprung (1980, 1984–1992, 1994–1997). In der Halle holte sie achtmal den nationalen Titel über 60 Meter Hürden (1985–1991, 1993) und dreimal im Weitsprung (1992–1994).

## Persönliche Bestleistungen
- 60 m Hürden (Halle): 8,07 s, 5. März 1988, Budapest
- 100 m Hürden: 13,07 s, 15. September 1987, Lausanne
- Weitsprung: 6,59 m, 3. September 1985, Kōbe
  - Halle: 6,23 m, 2. Februar 1992, Magglingen
- Dreisprung: 12,56 m, 8. August 1999, Luzern
- Siebenkampf: 5983 Punkte, 7. Juli 1985, Cham